# Camembert Electrique
Camembert Electrique – album studyjny grupy rockowej Gong, wydany w 1971 roku nakładem BYG Actuel.

## Lista utworów
Opracowano na podstawie materiału źródłowego.
Wydanie LP:
Strona A
| Nr | Tytuł utworu                                     | Muzyka                         | Długość |
| -- | ------------------------------------------------ | ------------------------------ | ------- |
| 1. | „Radio Gnome”                                    | Daevid Allen                   | 0:25    |
| 2. | „You Can't Kill Me”                              | Daevid Allen                   | 6:18    |
| 3. | „I've Bin Stone Before”                          | Daevid Allen                   | 2:37    |
| 4. | „Mister Long Shanks: O Mother/I Am Your Fantasy” | Christian Tritsch, Gilli Smyth | 5:58    |
| 5. | „Dynamite: I Am Your Animal”                     | Christian Tritsch, Gilli Smyth | 4:30    |
| 6. | „Wet Cheese Delirum”                             | Daevid Allen                   | 0:28    |
|    |                                                  |                                | 20:16   |

Strona B
| Nr | Tytuł utworu                               | Muzyka                          | Długość |
| -- | ------------------------------------------ | ------------------------------- | ------- |
| 1. | „Squeezing Sponges Over Policemen's Heads” | Daevid Allen                    | 0:10    |
| 2. | „Fohat Digs Holes in Space”                | Daevid Allen, Gilli Smyth       | 6:18    |
| 3. | „Tried So Hard”                            | Christian Tritsch, Daevid Allen | 4:35    |
| 4. | „Tropical Fish: Selene”                    | Daevid Allen                    | 7:32    |
| 5. | „Gnome the Second”                         | Daevid Allen                    | 0:26    |
|    |                                            |                                 | 19:01   |

## Twórcy
Opracowano na podstawie materiału źródłowego.
Muzycy:
- Daevid Allen ("Bert Camembert") – śpiew, gitary, gitara basowa (Tried So Hard)
- Gilli Smyth ("Shakti Yoni") – (kosmiczny) śpiew
- Didier Malherbe ("Bloomdido Bad De Grass") – saksofony, flet
- Christian Tritsch ("Submarine Captain") – gitara basowa, gitara prowadząca (Tried So Hard)
- Pip Pyle – perkusja

Dodatkowi muzycy:
- Eddy Louiss – fortepian, organy Hammonda
- Constantin Simonovitch – instrumenty klawiszowe

Produkcja:
- Pierre Lattès – produkcja muzyczna
- Gilles Sallé - inżynieria dźwięku
- Francis Linon ("Venux De Luxe") – inżynieria dźwięku, miksowanie